# Механізм зміщення дії
}}
Механізм зміщення дії — це компонент поведінки тварин, коли вона мотивується одночасно декількома різними спонуками, наприклад, спонукою напасти та спонукою до втечі, а диктовані ними програми поведінки не можуть реалізуватися одночасно.
Етологи[які?] вважають, що важливу роль в еволюції розвитку поведінки зіграв механізм зсуву дій. Завдяки механізму зсуву дії утворюються нові форми поведінки, що дають типові способи вирішення конфлікту між мотивами. Зокрема, на думку К. Лоренца, у процесі еволюції зміщені дії стали матеріалом для формування різних шлюбних і погрозливих церемоній. У багатьох тварин, починаючи з риб і закінчуючи вищими ссавцями, зміщені дії – невід’ємний компонент поведінки у внутрішньовидових бійках і церемоніях, що передують спаровуванню. За дії вказаного механізму один поведінковий акт використовується для позначення іншого, останній, не будучи заміщеним, був би небезпечним. Наприклад, у самців колюшок у церемоніях страхання використовуються дії, характерні для спорудження гнізда, живлення і т. п., які заміщають відкритий фізичний напад.
Механізми зсуву дії лежать в основі процесу ритуалізації, у ході якого сигнальні рухи мають знакові функції. Ритуалізація врівноважує суперечливі спонуки у взаємодіях між особинами, забезпечуючи відтворення та соціальне життя виду, і тим самим виконує функцію збереження виду. Наприклад, ритуалізація нейтралізує інстинкт нападу у взаємодії між самцем і самкою в період залицяння та спаровування. Найчастіше процес ритуалізації виявляється у тварин у таких формах поведінки як шлюбні церемонії, бойові ритуали, бойові танці, вітання. У тварин, у яких у ході еволюції з’явилися знаряддя нападу, ритуалізація виконує важливу роль у забороні внутрішньовидової агресії (ворони, чайки, чаплі, вовки): у них сформувалися жести (або пози) підпорядкування, що викликають автоматичне припинення фізичної агресії з боку партнера.